# Marie Botturi
Marie Botturi est une écrivaine  et poète française née le 31 mars 1955 à Nogent-sur-Vernisson, dans le Loiret.

## Biographie

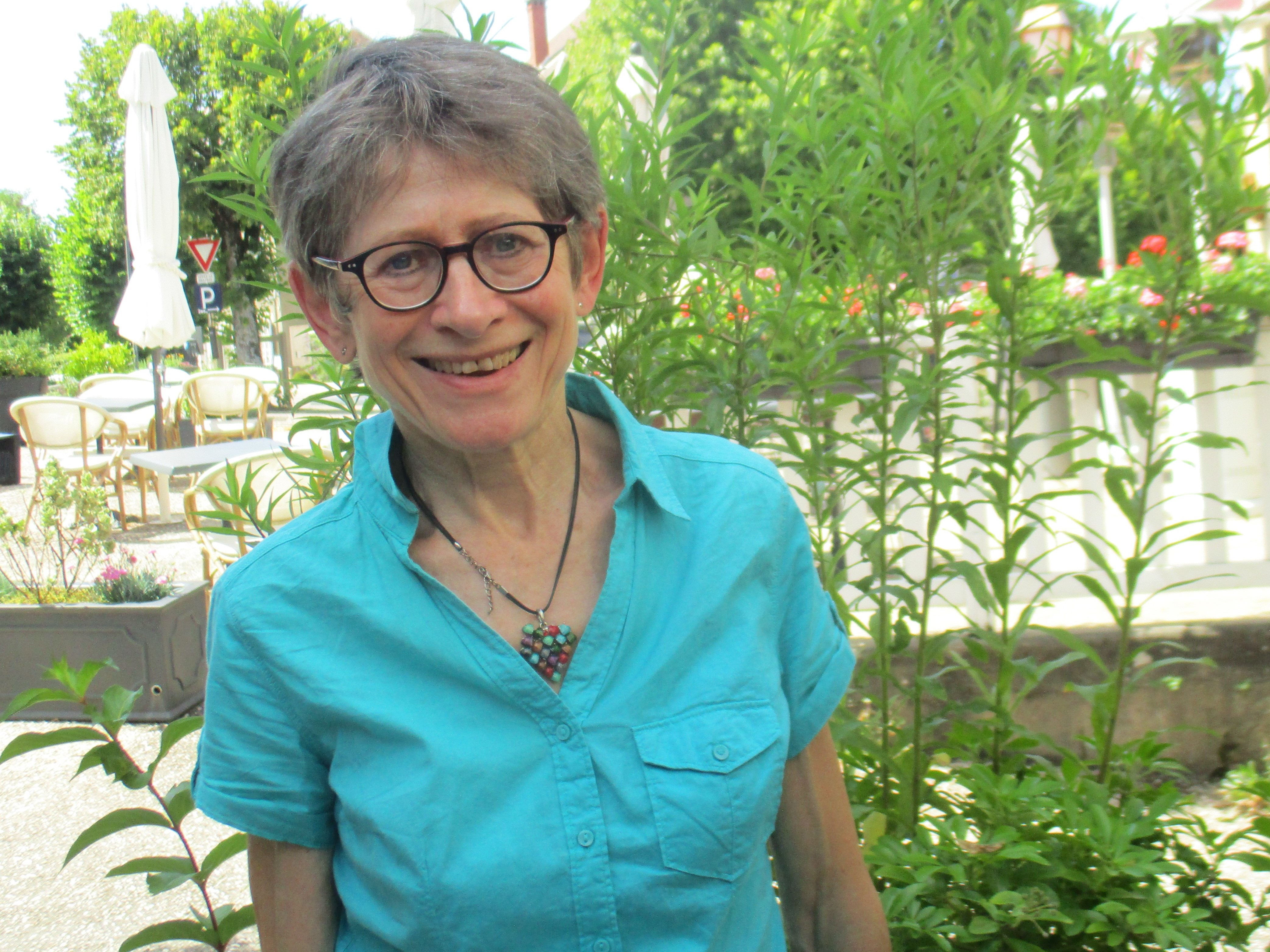
Marie Botturi à Vézelay durant l'été 2022

Marie Botturi est née en 1955 à Nogent-sur-Vernisson,, dans le Loiret, en bordure du Gâtinais.
Elle commence des études de lettres modernes à la Sorbonne Nouvelle en 1974.
En 1976, elle découvre l'œuvre du prêtre écrivain breton Jean Sulivan et son itinéraire particulier.
En 1980, à la mort de Jean Sulivan, elle écrit un article sur son livre posthume, L’Exode, dans la revue Études (numéro août-septembre 1980, pages 195 à 209).
Tout en travaillant à Paris, elle publie son premier recueil de poésie L’étreinte arrachée, en 1994, qui sera le premier de 11 recueils.
En 1996, elle choisit avec Édith Delos et Marguerite Gentzbittel des textes de Jean Sulivan pour l'anthologie Pages publiée aux éditions Gallimard dans la collection « blanche », avec un avant-propos de Jean Grosjean et une introduction de Raymond Jean.

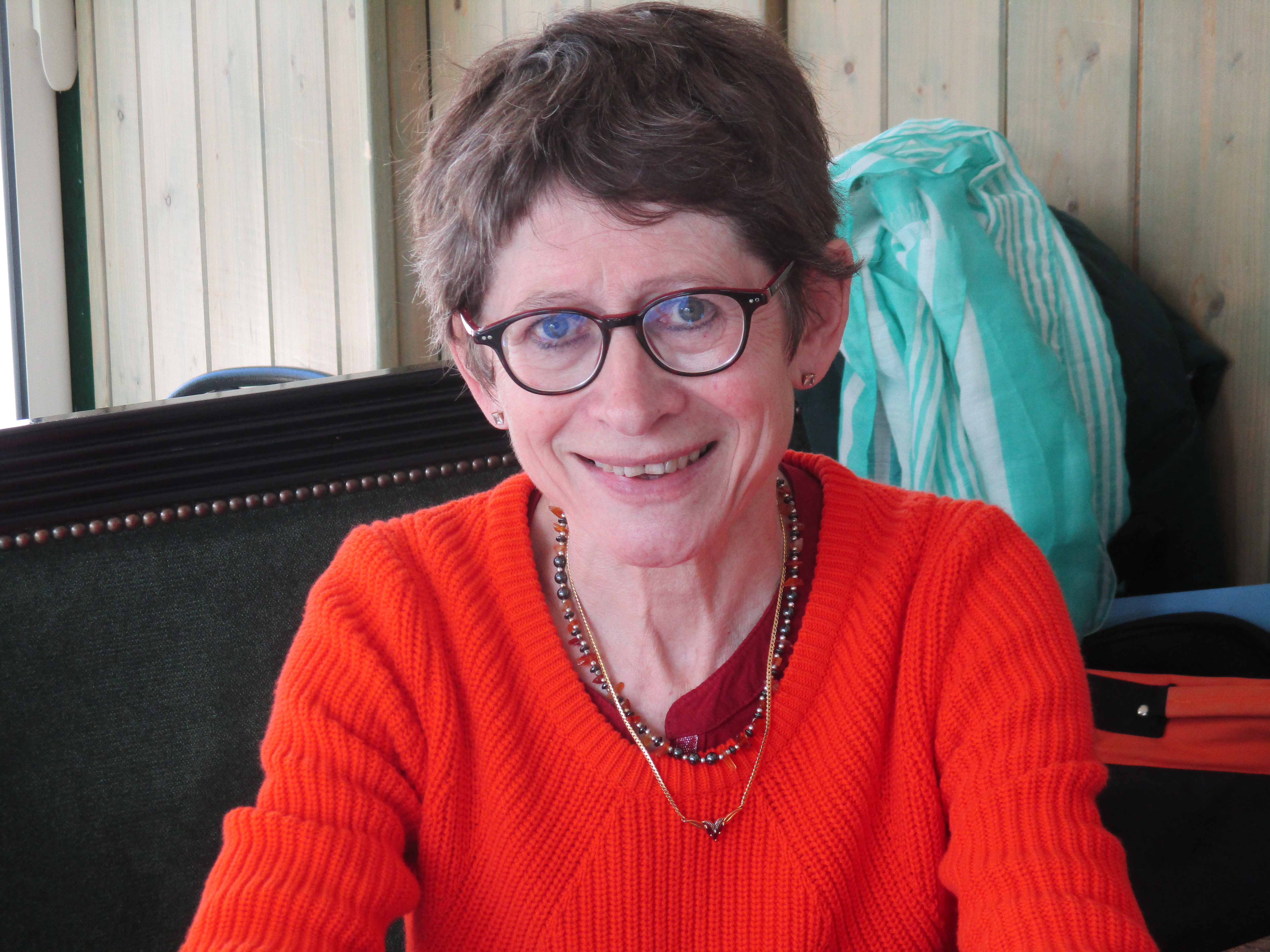
Marie Botturi, été 2018

- Marie Botturi, été 2018Collaboration à la revue Rencontres avec Jean Sulivan[6] de 1986 à 2002.
- Conférences sur La Parole poétique dans l’œuvre de Jean Sulivan, (Librairie/Éditions Calligrammes), Club des poètes, Paris VIIe, Café littéraire du Théâtre de la Maroquinerie, Paris XXe, Radio Notre Dame…
- Animations de soirées/Poésie/spectacles[7].

En 2006, elle publie son premier récit La Merveille de l'ordinaire, aux éditions La Part Commune, qui reçoit le Prix de Littérature du Lions Club région Centre décerné au Salon du livre de Paris 2007.
En 2008, lors de l'organisation du 18e Salon du Livre du Montargois, du 22 au 27 avril 2008, les commissaires retiennent deux de ses ouvrages, La Merveille de l’ordinaire (récit) et Marie-Madeleine du village de Magdala (essai) comme supports au Concours annuel de la nouvelle série « Adultes » qui porte le titre de « prix Marie-Botturi ».
Marie Botturi vit à Cosne-Cours-sur-Loire où elle se consacre à l'écriture.

## Œuvres

### Prose
- Pages : Anthologie de l'œuvre de Jean Sulivan (sélection des textes sous la supervision d'Édith Delos et les conseils de Marguerite Gentzbittel), avant-propos de Jean Grosjean et préface de Raymond Jean, Gallimard, coll. « Blanche », 1996  (ISBN 2070746674)[10],[11].
- La Merveille de l'ordinaire, La Part Commune, 13 mars 2006, 127 p. (ISBN 9782844181022). Prix de littérature du Lions Clubs 2007 Région Centre[12],[13],[14],[15],[16]. Enregistrement pour mal-voyants par Les Bibliothèques sonores (Association des donneurs de voix) d'Orléans et du Loiret[17].
- Marie-Madeleine du Village de Magdala, La Part Commune, 6 mars 2007, 124 p. (ISBN 9782844181183)[18].
- Les semailles du vent, La Part Commune, 18 septembre 2008, 256 p. (ISBN 9782844181640)[19].
- Les allées du soleil, La Part commune, 13 mars 2014, 142 p. (ISBN 9782844182760),
- Jean Sulivan ou Le grand soleil de la mort (préf. Jean-Claude Guillebaud), Paris, Édition Golias, mai 2021 (ISBN 9782354722814)[20],[21],[22].
- Marie Madeleine : Tu as tant aimé (préf. Jean-Yves Leloup), Salvator, 11 mai 2023, 144 p. (ISBN 9782706724800) .

### Recueils de poèmes
- L'étreinte arrachée, Paris, Éditions Saint-Germain-des-Prés, 1994, 54 p. (ISBN 9782243034547).
- À l'aube de tes mains, Charlieu, La Bartavelle éditeur, 1er janvier 1995, 60 p. (ISBN 9782877442619)[23],[24],
- Le miroir du rêve, La Bartavelle, 1er janvier 1996, 58 p.[25],
- Vers Les jardins, Éd. La Bartavelle, 1997  (ISBN 287744418X)[26],[27].
- La nuit s’allume suivi de Musiques bleues, Éd. La Bartavelle, 1998  (ISBN 2877444864)[28],[29].
- Les mains de la terre[30], Éd. La Bartavelle, 2000, illustrations de Christine-Angel Corazza (ISBN 2877446441) VIIe Prix de poésie Louis Amade 2001[31] pour le poème "Le chemin"[32].
- Les pierres de lumière suivi de Saisons ailleurs, Éd. La Bartavelle, 2004, illustrations de Christine-Angel Corazza (ISBN 2877447774)[33],[34],[35].
- Quand brille la source, Éd. Les Amis de la Poésie, Bergerac, 2008, qui reçoit le Prix de Poésie Audrey Bernard de la ville de Bergerac[36],[37] (Illustrations de Maryvonne Vici).
- Haïkus le long des chemins (ill. Marie-Alice Boyer), La Part Commune, 4 mars 2010, 80 p. (ISBN 9782844181947)[38],[39],[40],
- Bleus liquides[41] suivi de Je t’offre la beauté du monde, Éd. Les Amis de la Poésie, 2017[42],[43]
- Haïkus le long de la Loire[44],[45] Éd. Alcyone, illustrations de Jacques Saraben, 2020  (ISBN 978-2-37405-068-3).
- Sous les paupières du sable, Éd.Unicité, 2024 (ISBN 978-2-38638-098-3),
- Le doigt bleu du désert, Paris, Éd. Unicité, 2025, 51 p. (ISBN 978-2-38638-203-1)

#### Anthologies ou collectifs et scolaires
- Mille poètes, mille poèmes (éd. Michel-François Lavaur), L’arbre à paroles, 1997. (Dépôt légal : 1997/2292/14).
- « Petits Airs de joie » et « Le Rêve de la lune », dans Le Rire des poètes (éd. Jacques Charpentreau), Hachette Jeunesse, coll. « Le Livre de poche jeunesse », 1998, p. 138-9 et 155  (ISBN 2013216688)).
- « Le Rêve de la lune », dans Les plus beaux poèmes d’hier et d’aujourd’hui (éd. Jacques Charpentreau), Hachette Jeunesse, coll. « Le Livre de poche jeunesse », 1999, p. 142  (ISBN 2013217064).
- « Le Rêve de la lune », dans Justine et Compagnie t. 1 (direction Youenn Goasdoue et Isabelle courties), Belin, 2000, p. 89  (ISBN 2701122791). Méthode de lecture CP.
- « Le Rêve de la lune », dans Poèmes à lire et à rêver (éd. Élisabeth Brami), Seuil Jeunesse, 2003, p. 111  (ISBN 2020584298).
- « L'Eau vive », dans Poèmes à rire et à jouer (éd. Élisabeth Brami), Seuil Jeunesse, 2004, p. 87  (ISBN 2020630842).
- « Mon cœur » et « Tu es là... », dans Poèmes à vivre et à aimer (éd. Élisabeth Brami), Seuil Jeunesse, 2005, p. 12 et 78  (ISBN 2020817349).
- Participation à Le Livre de la prière, Éditions de l’Inférieur, 2013  (ISBN 9782954481807). Parmi les poètes participants : Gilles Baudry, Gérard Bocholier Gérard Pfister, Marie-Ange Sebasti, Isabelle Solari, Jean-Luc Maxence, Jean-Yves Leloup, Jacqueline Maillet, Jeanne de Seauve, Jean-Pierre Boulic...
- « Le rêve de la lune », dans Le bateau-Livre (direction Jacqueline Rioult, Niveau CE1, cycle 2, Éditions MDI, 2015, page 12  (ISBN 9782223112944).
- La Poésie française, 100 ans après Apollinaire, 50 poètes, 50 styles, (direction Sylvestre Clancier), Édition Maison de Poésie/Fondation Émile Blémont, 2018  (ISBN 9782358600392). Parmi les poètes participants : Gilles Baudry, Claudine Bohi, Françoise Coulmin, Colette Klein, Jean Le Boël, Cécile Oumhani, Paul Sanda, Robert Vigneau, Françoise Ascal, Sylvestre Clancier...
- Dans l'espérance d'une parole, avec Jean Sulivan, Ouvrage collectif, Éd. L'enfance des arbres, 2020 -  (ISBN 9791097516345).
- Alain Morinais (dir.), Parfum de lumière : anthologie de 30 poètes contemporains, L'Écritoire du Poète, 2023 (ISBN 9782957990672),
- Alain Morinais (dir.), Entendre en couleurs : anthologie poétique, Thiais, l'Écritoire du Poète, 2024 (ISBN 9782494344105),

### Collaboration à diverses revues de poésies (sélection parmi environ 200 parutions)
- Revue "Lieux d’être"[46] : no 18, année 1995 : Chanter enfin plus haut…
- Revue "Les Nouveaux Cahiers De L’Adour", no 25, année 1996 : La détresse en « U ».
- Revue "Froissart", no 78, été 1996 : Cris bleus.
- Revue "Traces", no 121, 4°trimestre1996 : L’énigme.
- Revue" Vivre En Poésie", no 30, décembre 1996 : Heures présentes et passées.
- Revue "Friches", no 59, été 1997 : Ouarzazate.
- Revue "Arpa", no 64, 4°trimestre 1997 : Transparence.
- Revue "Lieux d’Être" : no 31, année 2000 : J’écris, tu m’écris…
- Revue "Le Coin De Table"[47], no 9, janvier 2002 : La terre se métamorphose.
- Revue "Traces" : no 148 : 1er trimestre 2002 : Lumière d’ambre.
- Revue"Europe", no 876, avril 2002 : Ces mots obscurs[48]…
- Revue"Laudes", no 153, novembre 2004 : Un jardin à l’écart.
- Revue"Poésie Sur Seine", no 50 ; 4e trimestre 2004 : S’il fallait nommer le ciel…
- Revue"Les Nouveaux Cahiers De L’Adour", no 55, année 2006 : Dans le taffetas du crépuscule...
- Revue"Poésie Directe", no 15, octobre 2008 : Moïse !
- Revue"Le Coin De Table"[49] : no 50, avril 2013 : La Loire d'automne...
- Revue  "Le Coin De Table"[49] : no 54, novembre 2014 : Pour Lucien Becker.
- Revue  "Le Coin De Table"[49] : no 66, avril 2016 : Hymne à l’amour. & Jacques Charpentreau et l’amour.
- Revue "Poésie Sur Seine"[50] :  no 92, août 2016 : Au déclin de ma nuit lasse...
- Revue "Le Journal des Poètes"[51] : no 3 de l'année 2017 : Que la lumière est pure[52]...
- Revue Phoenix : no 31 de l'année 2019 : Sous les paupières du sable
- Revue L'Étrave : no 352 de l'année 2019 : Nostalgie des étés...
- Revue Sarawasti : no 16 de l'année 2020.

Discographie
Collectif CD, Jac Livenais chante des poètes (Marie Botturi, Michel Piquemal, Jacques Charpentreau, Gabriela Mistral, Marcelin Desbordes-Valmore, Maurice Carême, Robert Desnos, Pierre Béarn, Robert-Louis Stevenson, Pierre Coran, Boris Vian, Paul Claudel, Sergueï Mikhalkov, Anne-Marie Derèse). Éd. Bayard musique, 2020.  (EAN 3560530861429).

## Prix et distinctions
- 2006 : Prix de Littérature du Lions Clubs du Centre[53]
- 2009 : Prix de Poésie Audrey Bernard